# 宮崎県水産試験場
宮崎県水産試験場（みやざきけんすいさんしけんじょう、Miyazaki Prefectural Fisheries Experiment Station）は、日向灘における水産業の研究・指導を目的として設置された宮崎県立の研究所。本場は宮崎市青島にあり、小林市に内水面漁業を扱う内水面支場を併設する。

## 概要
「宮崎県水産試験場」として1903年（明治36年）4月に現在地に設置したのが始まり。

## 組織
組織の長は場長である。
- 管理課 - 庶務全般のほか、調査船・みやざき丸の管理を担当
- 資源部 - 資源管理・漁業効率化の研究を担当
- 増養殖部 - 藻場の造成や、栽培漁業を担当
- 経営流通部 - 魚病指導センターおよび水産物加工センターを併設しており、魚病対策や、水産加工品の研究を担当
- 内水面支場
  - 内水面漁業の生態系保護や、内水面養殖漁業技術の向上を担当

## 沿革（内水面支場も含む）
- 1903年（明治36年）4月 - 宮崎県水産試験場を現在地に設置。
- 1911年（明治44年）4月 - 県庁内に移転。
- 1937年（昭和12年）8月 - 日南市に油津分場、延岡市に土々呂出張所を設置。
- 1941年（昭和16年）4月 - 水産試験場を日南市油津に移転し、土々呂出張所を分場に昇格。
- 1947年（昭和22年）10月 - 水産試験場を廃止し、遠洋（日南市油津）・沿岸（延岡市土々呂）・淡水（宮崎市恒久）の3漁業指導所を設置。
- 1956年（昭和31年）3月 - 淡水漁業指導所小林総合養魚場を、小林市南西方に設置。
- 1970年（昭和45年）4月 - 各漁業指導所を廃止・分場化し、再び現在地に水産試験場を設置。
- 1980年（昭和55年）5月 - 水産試験場本場に魚病指導総合センターを設置。
- 1981年（昭和56年）4月 - 延岡分場を延岡市熊野江町に移転。栽培漁業センターを設置。
- 1982年（昭和57年）3月 - 小林分場の出先機関であった綾試験地（東諸県郡綾町）を廃止。
- 1987年（昭和62年）3月 - 日南分場を廃止。
- 1988年（昭和63年）2月 - 水産試験場内本場内に水産加工指導センター（オープンラボ）を設置。
- 1990年（平成2年）4月 - 水産試験場内の増養殖研究施設を増改築。
- 1992年（平成4年）3月 - 延岡分場・栽培漁業センターを廃止。（財）宮崎県栽培漁業協会を設立し、同法人に移管。
- 1995年（平成7年）3月 - 小林分場施設更新。
- 2003年（平成15年）
  - 4月 - 創立100周年を迎える。
  - 5月 - 第15代漁業調査船「みやざき丸」竣工。
- 2005年（平成17年）4月 - 2部6課制を3部制に再編。
- 2008年（平成20年）7月 - 小林分場の出先機関であった米良試験地（児湯郡西米良村）を廃止。

## 主な業績
- リッテルボヤの養殖試験（本場）。
- チョウザメの養殖試験（内水面支場）。チョウザメの養殖を初めて行った日本の水産試験場で、現在も養殖試験を続けている。

## 現在の主要研究対象生物
- カツオ
- カタクチイワシ
- カワハギ
- カサゴ
- シイラ
- ヤマメ
- チョウザメ
- アユ
- ニジマス
- ニホンウナギ
- アカアマダイ

## 出版物
- みやざきの魚 - 1993年・鉱脈社発行（県庁水産振興課・水産試験場で希望者に販売している）

## 調査船
- みやざき丸 - 令和4年11月25日竣工・199t・鋼製。主にカツオ一本釣り調査漁等に使用

## その他
- 内水面支場にはミニ水族館が設置されており、開場日なら午前9時から午後4時半まで閲覧可能。（有料）
- 令和6年度から最短3年で高等水産研修所（日南市）と県水産振興協会（延岡市）に機能を分散移転する再編を予定している。[1]